# Unwucht

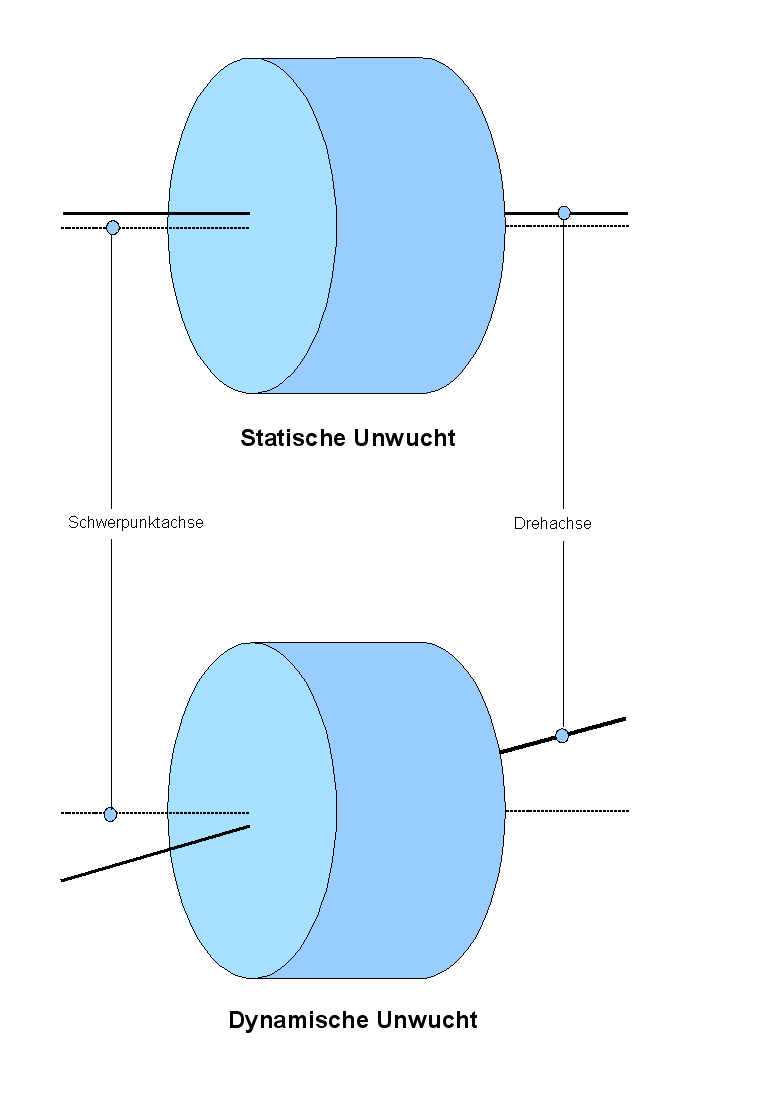
Statische und dynamische Unwucht

Von einer Unwucht spricht man bei einem rotierenden Körper, dessen Rotationsachse nicht einer seiner Hauptträgheitsachsen entspricht. Unwuchten können in mechanischen Konstruktionen zu Vibrationen und so zu erhöhtem Verschleiß führen, weshalb sie durch Gegengewichte ausgewuchtet werden. Typische Beispiele dafür sind Kfz-Räder, deren Unwuchts-Ursache meist die Reifen sind oder die Unwuchteffekte bei hohen Schleuderdrehzahlen von Waschmaschinen, die nicht korrekt unter Nutzung von Kreuz-Wasserwaagen aufgestellt wurden.
Andererseits werden Unwuchten oft absichtlich für technische Zwecke genutzt.
Man unterscheidet zwischen statischer und dynamischer Unwucht. Meist treten beide Formen gleichzeitig auf.

## Statische Unwucht

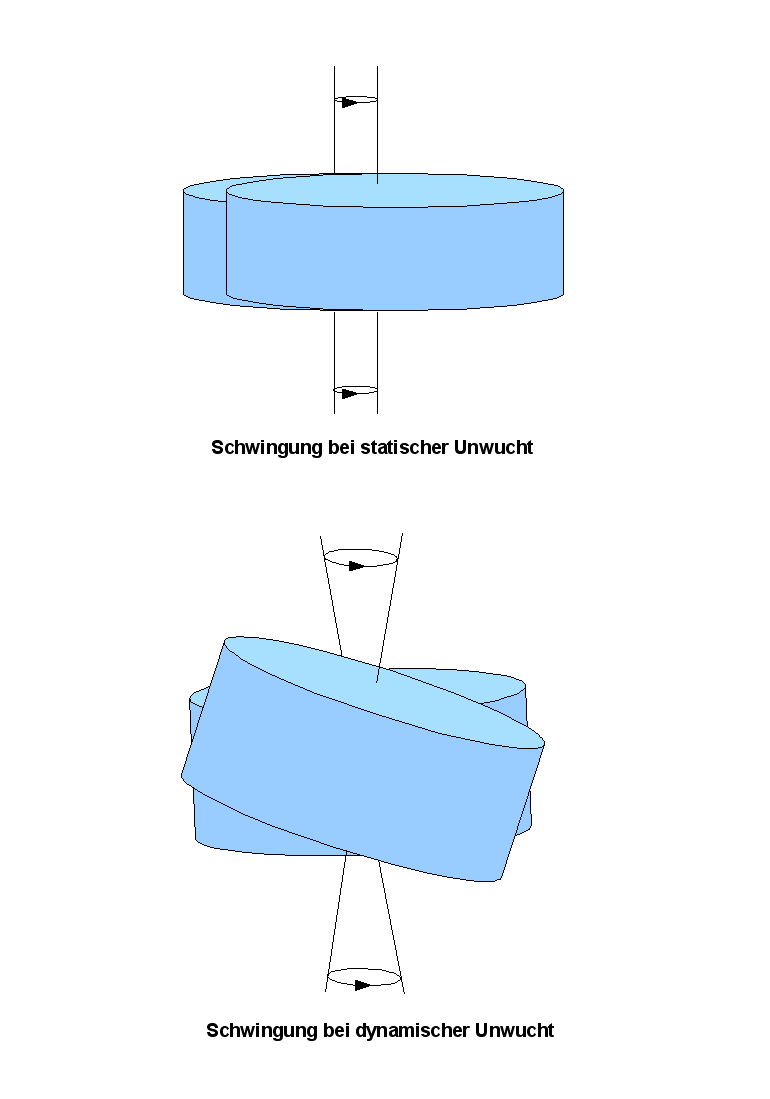
Schwingungsverhalten von Unwuchten

Eine statische Unwucht entsteht, wenn die Drehachse nicht durch den Schwerpunkt des Rotationskörpers verläuft. Sie ist ein Sonderfall der dynamischen Unwucht. Charakteristisch für eine statische Unwucht ist, dass die Ebene, in der die Unwucht liegt, mit der Radialebene des Schwerpunktes übereinstimmt und somit bei Drehung kreisförmige mechanische Schwingungen rechtwinklig zur Drehachse erzeugt. Die Unwucht ist
{\displaystyle U=ur}
mit Unwuchtmasse u und Abstand r von der Drehachse.
Zum Auswuchten kann also abhängig vom gewählten Radius eine andere Masse benutzt werden.
Die Wuchtgüte (auch quality Q) ist
{\displaystyle G=\omega U/m}
mit der Gesamtmasse m und Kreisfrequenz ω.
Eine Unwucht wird häufig in Einheiten mm • g angegeben, eine Wuchtgüte in mm/s.
Beispiel: Wird an einem Fahrradrad nur ein Reflektor angebracht, so dreht sich die Seite mit dem Reflektor immer nach unten. Beim schnellen Fahren vibriert das Rad.

## Dynamische Unwucht
Dynamische Unwuchten (auch Momentenunwucht) entstehen, wenn die Rotationsachse nicht mit einer der stabilen Hauptträgheitsachsen des Bauteils übereinstimmt, sondern im Schwerpunkt gegenüber den Hauptträgheitsachsen gekippt ist.
Dynamische Unwuchten treten erst im Betrieb auf. Sie äußern sich in einem Biegemoment, dem sogenannten Unwuchtmoment auf der Rotationsachse. Sie rufen an den Enden der Achse um 180 Winkelgrade verschobene, kreisförmige Schwingungen hervor. Der Schwerpunkt des rotierenden Körpers bleibt in Ruhelage, während die Achse wegen der entgegengesetzten Kreisbewegungen taumelt.
Verursacht wird die dynamische Unwucht etwa beim unfachmännischen Auswuchten durch zwei versetzt gegenüberliegende Unwuchten: {\displaystyle U_{1}=ru} und {\displaystyle U_{2}=-ru} im Achsabstand {\displaystyle l}. Hierdurch wirkt jeweils eine Kraft {\displaystyle F=F_{1}=U_{1}\omega ^{2}=-F_{2}=-U_{2}\omega ^{2}} und diese bewirken ein Drehmoment {\displaystyle M=F_{1}l/2-F_{2}l/2=lF} senkrecht zur Drehachse der Rotation, das mit dieser Drehachse rotiert.
Das Deviationsmoment in SI-Einheiten m²kg ergibt sich aus
{\displaystyle D=ulr=Ul}
Beispiel: zwei gegenüberliegende, jedoch an verschiedenen Seiten an einem Fahrradrad angebrachte Reflektoren
Man nimmt diese Form der Unwucht z. B. bei Kfz-Rädern oft als „Flattern“ wahr. Sie werden daher dynamisch gewuchtet, was dazu führen kann, dass beide Seiten (innen und außen) der Felge Ausgleichsgewichte tragen.

## Nutzung von Unwuchteffekten

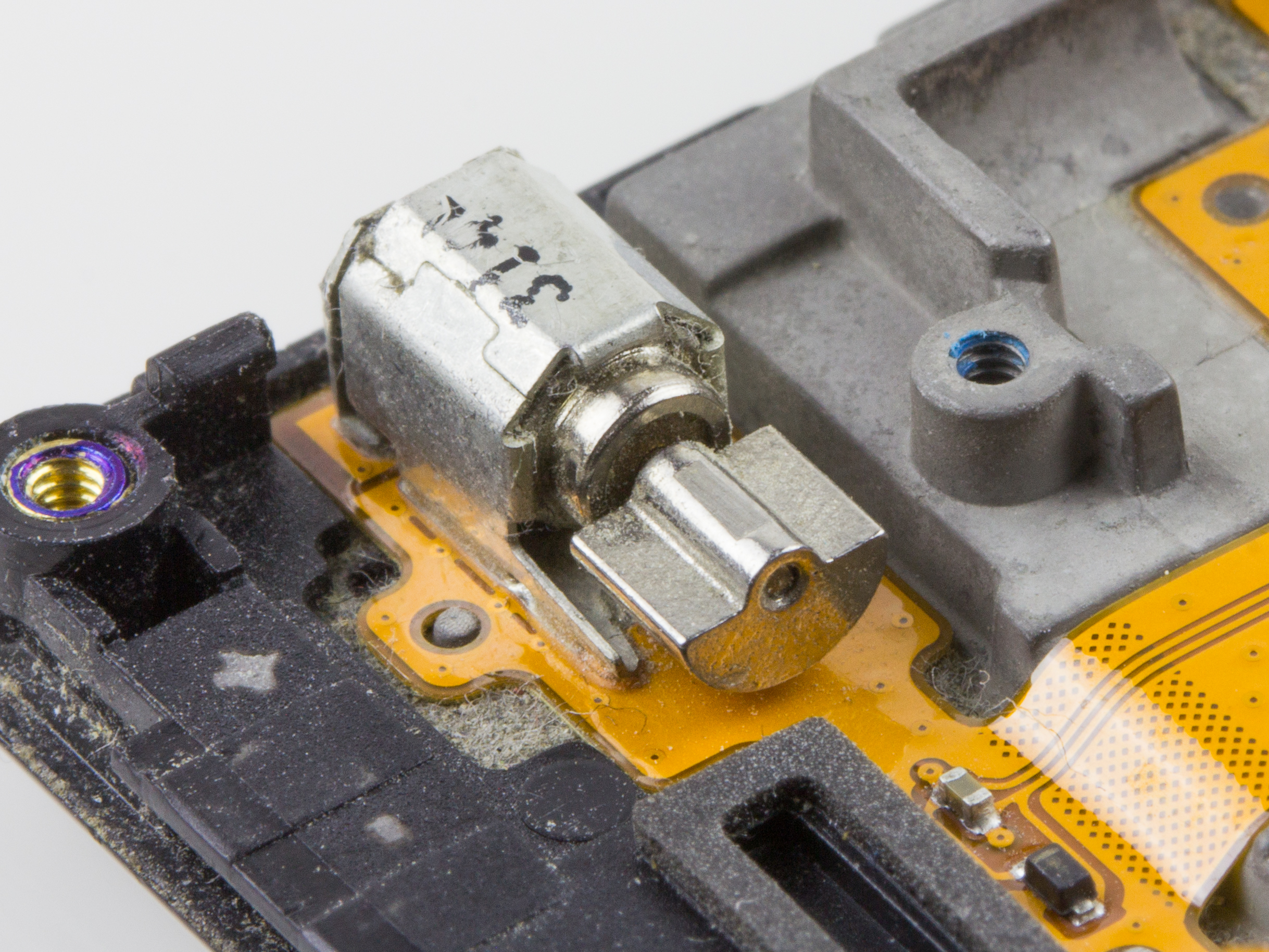
Unwuchtmotor in einem Smartphone zur Erzeugung eines Vibrationsalarms

Unwuchten sind nicht nur ein negativer Effekt, sie werden in der Technik auf vielen Gebieten auch bewusst genutzt. So werden z. B. Behälter- und Silowandungen mittels Vibratoren gereinigt, Materialien verdichtet und mit Unwuchtmotoren Schwingförderer angetrieben, die Schüttgüter fördern oder sortieren. In Mühlen werden Plansichter mit Unwuchten in Schwingung versetzt. Auch Massagegeräte und der Vibrationsalarm von Mobiltelefonen arbeiten mit einer von einem kleinen Motor in Drehung versetzten Unwucht.
Die Unwuchtbohrung dient dazu, Bohrer durch steiniges bis lehmiges Sediment zu führen und so tiefere Erdschichten untersuchen zu können.
Mit einer Vibrationsramme wird das Rammgut (Spundwände, Stahlträger) in den Boden getrieben.
Auch in der Rüttelplatte (Baumaschine) beruht die Verdichtungswirkung auf Unwucht-Kräften.

## Kritische Drehzahl
Als kritische Drehzahl wird diejenige Drehzahl bezeichnet, bei der ein Maschinenteil oder die ganze Maschine in Resonanzschwingungen gerät. Das in Resonanz geratende System ist ein Feder-Masse-System; es besteht z. B. aus Läufer und Welle eines Elektromotors/einer Turbine oder aus dem gesamten Motor und seinem Fundament bzw. seiner Aufhängung.
Bei Wellen gibt es 
- biegekritische Drehzahlen (Biegeschwinger aus Welle und einer oder mehreren darauf angebrachten Massen)

und die
- torsionskritische Drehzahl (Torsion der Welle, möglicherweise zwischen zwei Körpern mit einem höheren Rotationsträgheitsmoment)

Es gibt je nach Geometrie und Masseverteilung an einer Maschine eine oder mehrere kritische Drehzahlen.
Die Anregung von Schwingungen bei der kritischen Drehzahl stellt eine Gefahr an schnelldrehenden Maschinen (Turbinen, Zentrifugen usw.) dar. Folgen sind erhöhter Lagerverschleiß oder sogar die Zerstörung der Maschine.
Die Auswirkungen einer derartigen Anregung werden durch gutes Wuchten, dämpfende Aufhängung oder durch ein besonders schnelles Durchfahren der kritischen Drehzahl beim Hochlauf verringert, können dadurch jedoch nicht verhindert werden.
Die kritischen Drehzahlen selbst können durch Änderung der Steifigkeit oder die Länge einer ungestützten Welle beeinflusst werden. Hohe Steifigkeit und kurze Wellen erzielen möglicherweise eine kritische Drehzahl oberhalb der Betriebsdrehzahl, man spricht dann von unterkritischem Betrieb. Oft ist das jedoch nicht möglich. Bei überkritischem Betrieb muss die Maschine die kritische Drehzahl durchfahren. Betriebsdrehzahlen sollen mindestens 15 % von kritischen Drehzahlen entfernt sein.
Bei Schwingförderern und Rüttlern legt man dagegen die Resonanzfrequenz des schwingfähigen Systems absichtlich in den Bereich der kritischen Drehzahl bzw. umgekehrt.